# Tatort: Blutsbande
Blutsbande ist ein Fernsehfilm aus der Kriminalreihe Tatort. Der Film mit Eva Mattes als Kriminalhauptkommissarin Klara Blum  wurde vom SWR und Maran Film produziert und in Deutschland am 9. April 2007 erstmals ausgestrahlt. Diese 672. Folge der Tatort-Reihe ist der 12. Fall von Klara Blum und der 8. Fall von Kai Perlmann. Beide haben den Tod einer Schülerin aufzuklären und müssen erkennen, dass das eigentliche Opfer deren Cousine ist.

## Handlung
Im Wald findet man die Leiche der vermissten Schülerin Nicole Ulmer, die offensichtlich einen Hang hinuntergestürzt ist. Da sie aber sorgfältig mit Laub abgedeckt wurde, ist eine Fremdeinwirkung wahrscheinlich. Auch sind ihre Schultasche und ihr Handy nicht auffindbar.
Blum informiert den Vater und die Familie, die über den Tod erschüttert ist. Klaus Ulmer ist alleinerziehend und hat zwei Brüder: Peter und Herbert, mit denen er engen familiären Kontakt hält. Selber ist er Fischer und beliefert mit seinen frischen Fischen aus dem Bodensee das Restaurant seines Bruders Peter. Ebenso versorgt Herbert Ulmer mit seinen selbstgepressten Obstsäften sowie Wein und Schnaps aus eigener Produktion das Restaurant.
Blum befragt zunächst Jessica Ulmer, die Cousine der Toten, die eng miteinander befreundet waren. Jessica zeigt sich verschlossen und so ist das Gespräch nicht sehr ergiebig. Blum und Perlmann sehen sich im Zimmer von Nicole um, können aber außer einer großen Fotowand zunächst nichts Aufschlussreiches finden. Den Fotos und einem Tagebucheintrag ist zu entnehmen, dass das Mädchen in den Immobilienmakler Holger Bucheck verliebt war und sich auch mit ihm im Wald verabredet hatte. Bei den Buchecks war sie öfter als Babysitter beschäftigt. Aufgrund ihrer Fotoleidenschaft ist sie dahintergekommen, dass Holger Bucheck heimlich ein Verhältnis mit Corinna Ulmer hat, die Ehefrau ihres Onkels Peter. Blum konfrontiert Bucheck mit diesen Tatsachen. Er bestreitet jedoch, Nicole etwas angetan zu haben.
Peter Ulmer und seine Brüder haben eine Belohnung zur Ergreifung des Täters ausgesetzt und eine entsprechende Anzeige in der Tageszeitung veröffentlicht. Auch sie verdächtigen Holger Bucheck, da er als Schürzenjäger bekannt ist. Dieser wiederum unterrichtet Peter Ulmer davon, dass Nicole ihn kurz vor ihrem Verschwinden angerufen hat, um ihn um Hilfe zu bitten. Er deutet an, dass die Angelegenheit mit ihm (Peter) zu tun hätte.
Ein Zeuge meldet sich bei der Polizei, dass er zur wahrscheinlichen Tatzeit einen silberfarbenen Porsche im Wald gesehen hat, was Holger Bucheck erneut belastet. Inzwischen wird dieser von seiner Frau als vermisst gemeldet. Blum lässt nach ihm fahnden und befragt Corinna Ulmer, die ihr Verhältnis mit Bucheck zugibt. Es gibt sichere Anzeichen, dass Peter Ulmer mit Buchecks Verschwinden zu tun hat. Während er verhört wird, erhält Blum eine vielsagende SMS von Jessica, die sehr nach Abschied klingt. Besorgt macht sich Blum auf die Suche nach dem Teenager, der nirgends zu finden ist. Durch den SMS-Hinweis mit dem Schatz beim Sultan begibt sie sich zur Pferdekoppel und findet dort endlich Nicoles Handy. Darauf befindet sich ein Video, auf dem zu sehen ist, wie Peter Ulmer seine Nichte Jessica missbraucht.
Auf der Suche nach Jessica wird sicherheitshalber die Autobahn abgesperrt, in deren Nähe das Mädchen gesehen wurde. Trotzdem gelingt es ihr, sich vor einen heranfahrenden LKW zu stellen, um sich umzubringen. Blum kann einen Aufprall durch einen beherzten Sprung verhindern. Unter Tränen gesteht ihr das Mädchen, dass sie an Nicoles tödlichem Unfall schuld sei. Nicole hatte das Video in Absprache mit Jessica gemacht, um den schon länger dauernden Missbrauch durch ihren Onkel Peter aufzudecken. Aus Scham hat sich Jessica dann aber  mit ihr um das Video gestritten und dabei ist ihre Cousine den Abhang hinunter gestürzt.
Auf der Suche nach Holger Bucheck wird die Brennerei des „Ulmerhofs“ kriminaltechnisch und mit Spürhunden durchsucht. Blum zeigt Jessicas Eltern das Video und erklärt die Zusammenhänge, wie es zum Tod von Nicole kam. In seiner Wut über das Verhalten seines Bruders Peter gesteht Herbert, dass sie beide Bucheck gefoltert haben, damit er den Mord gesteht. Dabei sei er zu Tode gekommen und Herbert habe die Leiche mit dem Muser zerkleinert und zusammen mit der Himbeermaische zu Schnaps gebrannt. Die Reste hat Peter dann auf den Feldern verteilt. Der Film endet damit, dass Blum Jessica zu der Therapeutin Johanne Siebenschön bringt, damit sie den Missbrauch verarbeiten kann.

## Hintergrund
Die Dreharbeiten zu diesem vom Südwestrundfunk in Zusammenarbeit mit Maran Film produzierten Tatort-Krimi erfolgten in Konstanz, Hagnau am Bodensee, Baden-Baden und der Umgebung von Konstanz unter dem Arbeitstitel Unter Freunden.

## Rezeption

### Einschaltquoten
Die Erstausstrahlung des Tatort Blutsbande am 9. September 2007 wurde in Deutschland insgesamt von 7,74 Millionen Zuschauern gesehen. Damit wurde ein Marktanteil von 23,1 Prozent erreicht.

### Kritiken
Der Tatort Blutsbande wird von Franz Solms-Laubach bei der Welt.de als „ein Film für den zweiten Blick“ beschrieben. Er empfindet „Die Geschichte […] einfach viel zu hölzern an manchen Stellen. Grob geschnitzt und mit eckigen Konturen versehen, wo Feinschliff nötig gewesen wäre. Dem sensiblen Thema hätte mehr Feingefühl und psychologisches Gespür wahrlich gut getan.“ Weiterhin kommt er zu dem Urteil: „Dass der […] Tatort es nicht immer schafft, die verschiedenen Elemente seiner Geschichte überzeugend zu verknüpfen, [was] ihn nicht unbedingt zu einem schlechten Film [mache]. Es nimmt ihm aber die Fahrt und lässt den Zuschauer mit mehr Fragen zurück, als der Film mit seinem sehr drastischen Ende beantworten kann.“
Rainer Tittelbach von tittelbach.tv beschreibt diesen Film mit den Worten: „Bei diesem thematisch interessanten, dramaturgisch aber allzu routiniert zusammen gebastelten und ziemlich mittelmäßig gespielten Krimi hatte […] Eva Mattes einen schweren Stand. „Blutsbande“ ist über weite Strecken Krimi-Hausmannskost – bodenständig und ohne Atmosphäre. Allein Janina Stopper sorgt mit intensivem Spiel für die Highlights in der düsteren Familientragödie.“
Die Kritiker der Fernsehzeitschrift TV Spielfilm beurteilen das „subtile Krimidrama um Abhängigkeiten, Loyalität und mangelnde Offenheit“ mit den Adjektiven „düster, tragisch, mit makabren Pointen“.